# (467242) 2016 EF170
(467242) 2016 EF170 es un asteroide perteneciente al cinturón de asteroides, descubierto el 14 de abril de 2005 por el equipo Spacewatch desde el Observatorio Nacional de Kitt Peak (Arizona, Estados Unidos).